# 安晋会
安晋会（あんしんかい）は、安倍晋三の知人による親睦会である。
会長はAIG株式会社代表取締役会長の吉村文吾、副会長はアパグループ会長の元谷外志雄が務める。
安倍は、「安晋会」は後援会や政治団体ではなく、慶應義塾大学出身者の親睦会で、安倍および安倍事務所の管理対象の団体ではない。親睦会に安倍が招待されたときに、安倍の名前をとって「安晋会」と命名した、と説明している。